# Rukn ad-Dîn Khurshâh
Pour les articles homonymes, voir Rukn ad-Dîn.
Rukn ad-Dîn Khurshâh fut le dernier imam des Nizârites, dite Secte des Assassins, et régna de 1255 à 1257.

## Biographie
Rukn ad-Dîn Khurshâh fut dépossédé par Houlagou Khan, et tué sur les bords de l'Amou-Daria en 1257. Le foyer nizarite autour de la forteresse de Masyaf, en Syrie, tint jusqu'en 1273.

## Source
Marie-Nicolas Bouillet  et Alexis Chassang (dir.), « Rokn-eddin-Khourchah » dans Dictionnaire universel d’histoire et de géographie, 1878 (lire sur Wikisource)